# Europeiska national- och regionalräkenskapssystemet
Det europeiska national- och regionalräkenskapssystemet (ENS) är ett system för national- och regionalräkenskaper som används av Europeiska unionens medlemsstater. Det uppdaterades senast 2010 (ENS 2010).
Systemet är fullt förenligt med Förenta nationernas nationalräkenskapssystem (SNA) vad gäller definitioner, redovisningsregler och klassifikationer. Vissa anpassningar har dock gjorts till europeiska förutsättningar.
ENS ligger bland annat till grund för beräkningen av bruttonationalinkomsten (BNI) för EU:s medlemsstater, vilket i sin tur bestämmer deras avgifter till de egna medel som finansierar unionens budget.